# SIL开源字体授权
SIL開源字型授權（英語：SIL Open Font License，縮寫OFL）是一種自由、開源的字型授權條款。它由世界少数民族语文研究院（SIL International）制定，首先使用於其發佈的一些Unicode字型。
與GPL相比，採用本授權條款發佈的字型，若要發售則必需要與其他軟件同捆發佈，不可只單純販售此字型（not sold by themselves）。所以若想販售，必得搭配其他產品，例如其他字型、軟體等。然而，只要簡單的hello world程式，即可符合要求。至於免費發佈，則不受此限。因此本授權條款獲得自由軟體基金會判定符合自由軟體的定義。但須注意，它與GNU通用公共授權條款並不兼容。

## 外部連結
- SIL Open Font License version 1.1（页面存档备份，存于）
- SIL Open Font License FAQ（页面存档备份，存于）
- Open Font Library
- Linux.com: SIL Open Font License revised（页面存档备份，存于）
- SIL开源字体许可证1.1中文翻译（页面存档备份，存于）